# 매미새우과
매미새우과(Scyllaridae)는 십각목에 속하는 갑각류과의 하나이다. 열대 지방의 해양과 바다에서 발견된다. 영어 명칭은 "슬리퍼 바닷가재"(Slipper lobster) 또는 부채바닷가재(Fan lobster)지만 바닷가재는 아니며, 닭새우(spiny lobster) 등과 더 밀접한 관계에 있다. 꼬마매미새우는 넓은 판 형태로 머리 앞 쪽에 돌출하여 나와 있는 잘 발달한 더듬이를 통해, 다른 새우들로부터 쉽게 알 수 있다. 모든 종은 식용이 가능하며, 한반도에서는 부채새우(Ibacus ciliatus)가, 다른 국가에서는 몰턴 베이 부채새우(Moreton Bay bugs)와 발메인부채새우(Balmain bug, 학명:Ibacus peronii)와 같은 일부 종은 상업적으로 중요하다.

## 하위 분류
12개 속이 인정되고 있으며, 이 과의 대부분은 이전에 꼬마매미새우속(Scyllarus)으로 분류했던 종들을 2002년 립키 홀투이스(Lipke Holthuis)가 분류했다.
- 매미새우아과 (Scyllarinae) Latreille, 1825
  - Acantharctus Holthuis, 2002
  - Antarctus Holthuis, 2002
  - Antipodarctus Holthuis, 2002
  - Bathyarctus Holthuis, 2002
  - Biarctus Holthuis, 2002
  - 예쁜매미새우속 (Chelarctus) Holthuis, 2002
  - 둥근매미새우속 (Crenarctus) Holthuis, 2002
  - Eduarctus Holthuis, 2002
  - 꼬마매미새우속 (Galearctus) Holthuis, 2002
  - Gibbularctus Holthuis, 2002
  - 혹등매미새우속 (Petrarctus) Holthuis, 2002
  - Remiarctus Holthuis, 2002
  - Scammarctus Holthuis, 2002
  - † Scyllarella Rathbun, 1935
  - Scyllarus Fabricius, 1775
- Arctidinae Holthuis, 1985
  - Arctides Holthuis, 1960
  - Scyllarides Gill, 1898
- 부채새우아과 (Ibacinae) Holthuis, 1985
  - Evibacus S. I. Smith, 1869
  - 부채새우속 (Ibacus) Leach, 1815
  - Parribacus Dana, 1852
- Theninae Holthuis, 1985
  - Thenus Leach, 1815
- 분류가 불확실(incertae sedis)한 속
  - † Palibacus Förster, 1984

## 사진

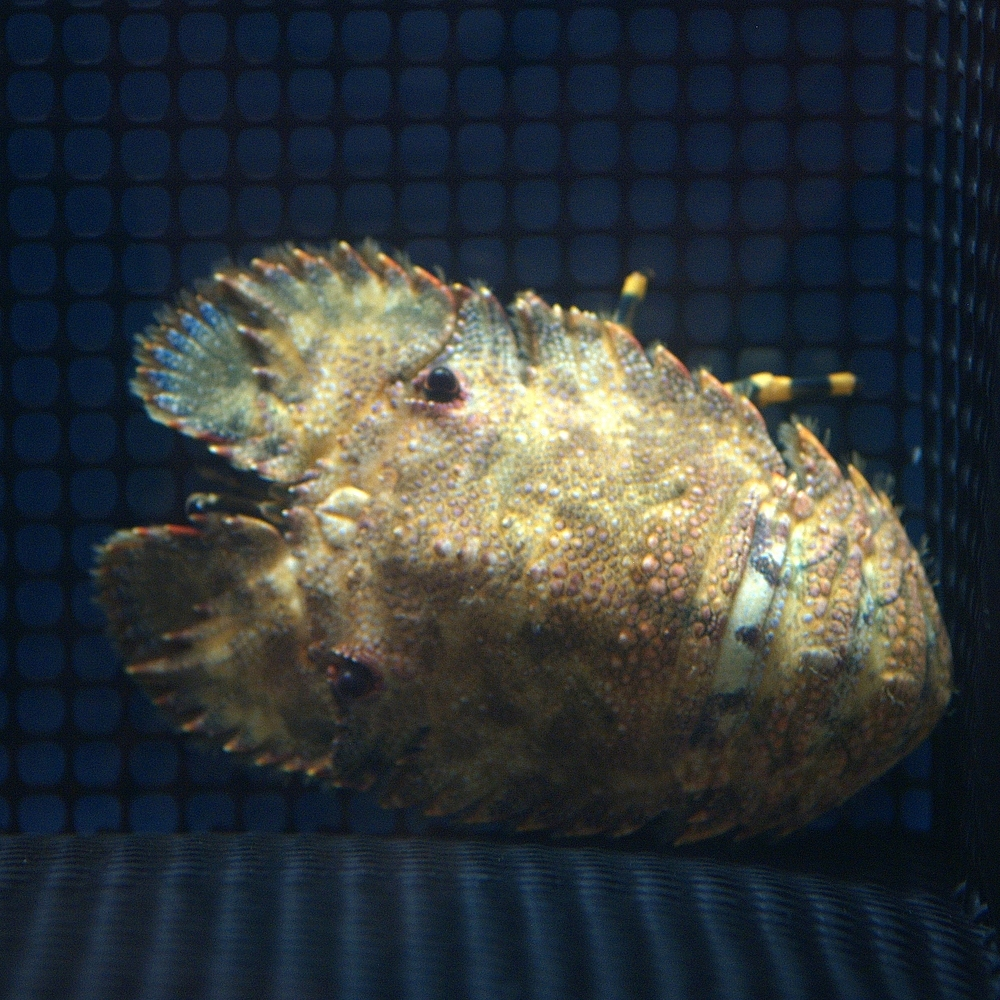
Parribacus japonicus
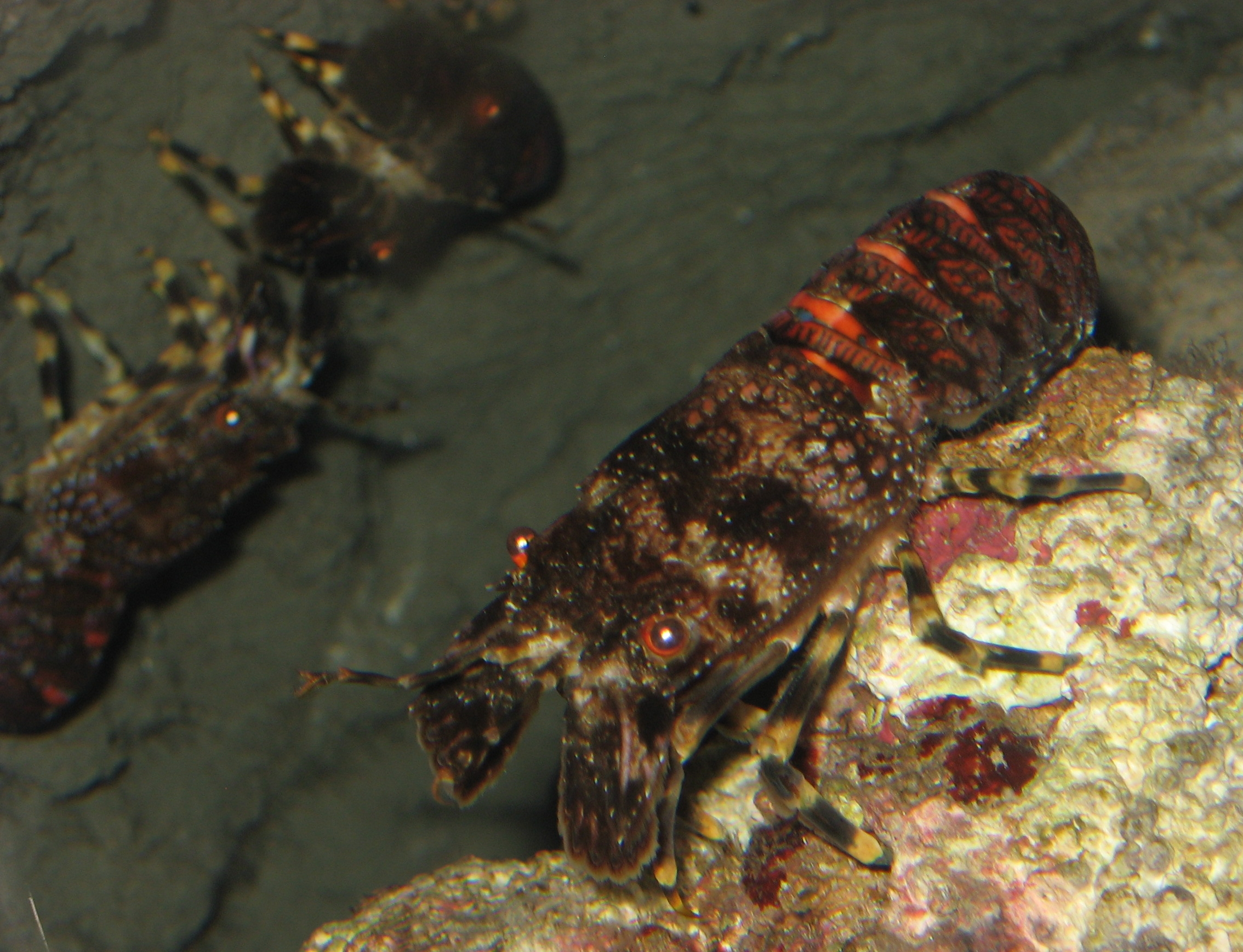
Scyllarus arctus